# Meister der Habsburger

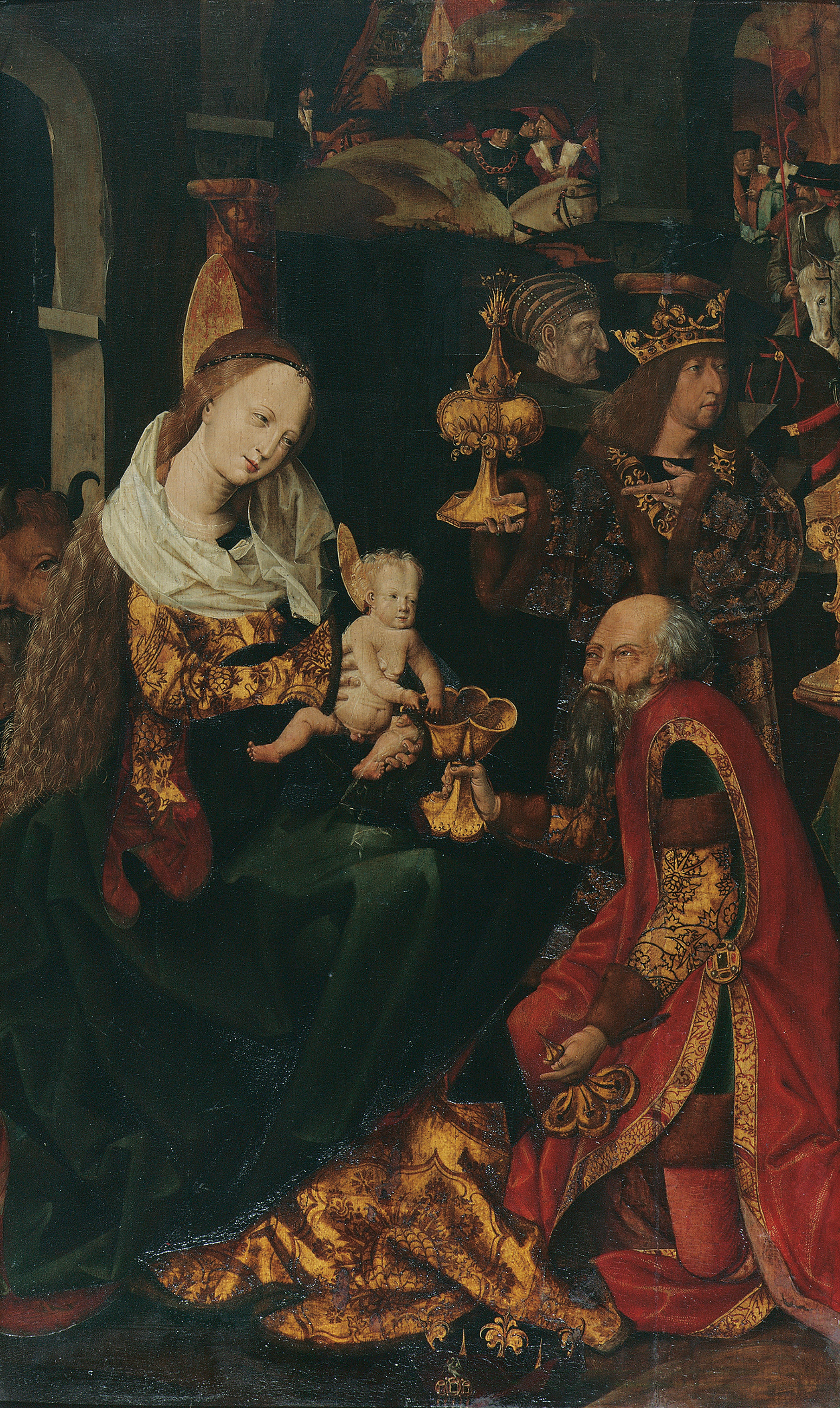
Anbetung der Heiligen Drei Könige, um 1505/1508, Belvedere, Wien

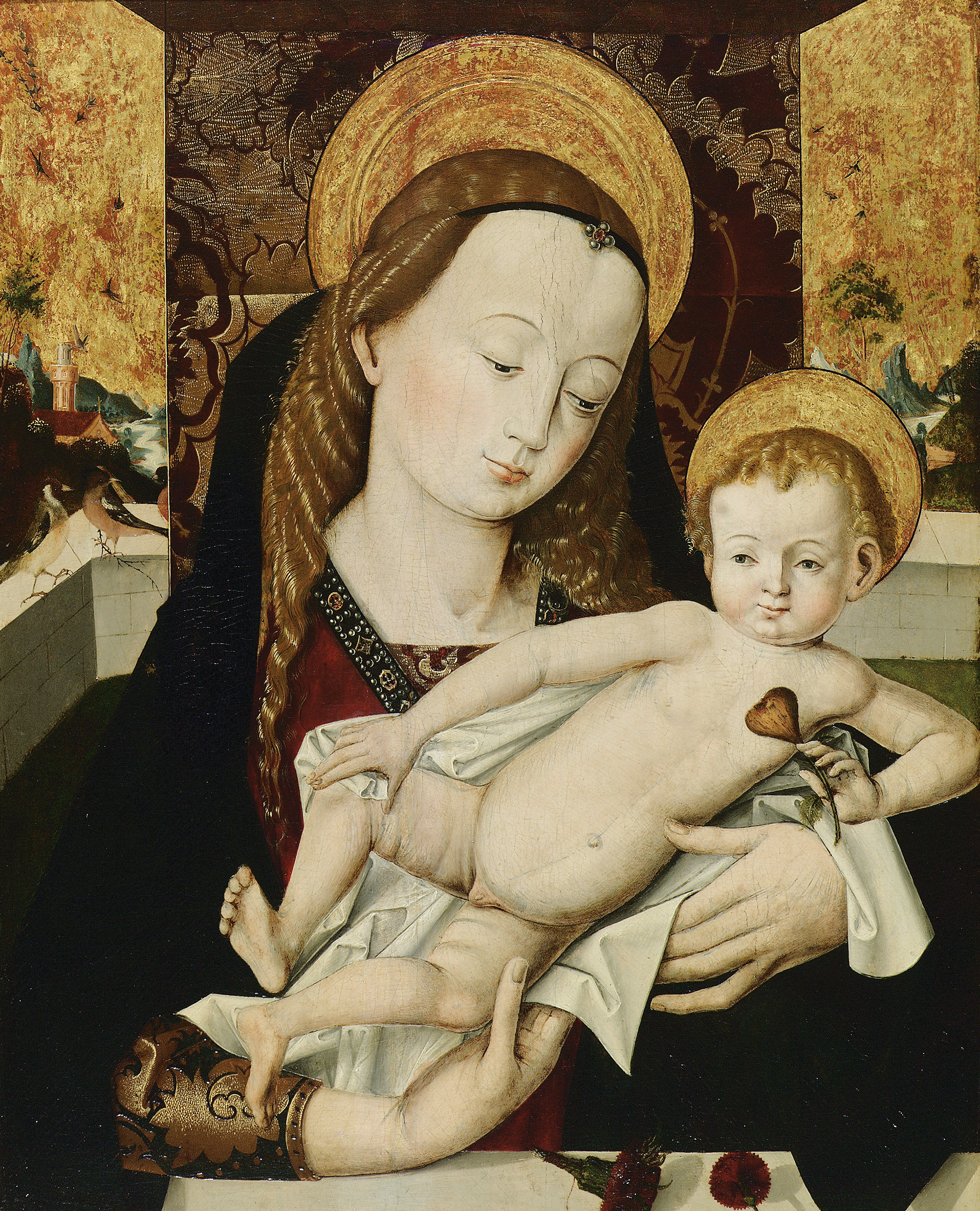
Madonna mit Kind, um 1490, Belvedere, Wien

Als Meister der Habsburger wird ein spätgotischer Maler bezeichnet, der zwischen 1490 und 1520 in Nordtirol tätig war. Der namentlich nicht bekannte Künstler erhielt seinen Notnamen, weil er auf seinem Bild Anbetung der Heiligen Drei Könige zweien dieser Könige die Gesichtszüge von Habsburger Regenten gab. Das nur fragmentarisch erhaltene Werk zeigt die Gesichtszüge Kaiser Maximilians I. und dahinter ein Profil seines Vaters Friedrichs III.
Der Stil des Meisters der Habsburger ist auf der einen Seite in der lokalen Tiroler Malweise der Zeit verwurzelt, zeigt aber auch starken Einfluss zeitgenössischer Richtungen der niederländischen Malerei.
In neuerer Zeit wurden Vermutungen geäußert, dass der Künstler Niclas Reiser sein könnte, der zwischen 1498 und 1512 tätig war.

## Werke (Auswahl)
- Anbetung der Heiligen Drei Könige. Wien, Belvedere (IN 4870)

Weiters werden dem Meister der Habsburger z. B. zugeordnet:
- Die Heiligen Christophorus und Sebastian. Bayerische Staatsgemäldesammlungen
- Madonna mit Kind. Wien, Belvedere